# Le Président est-il devenu fou ?
Le Président est-il devenu fou ? (titre original : The Madman in the White House) est un livre d'histoire écrit par Patrick Weil. La version française est sortie en mars 2022 aux éditions Grasset.

## Présentation générale

### Contenu
Le livre revient sur la fin de la présidence de Woodrow Wilson et sur la psychologie de Wilson lui-même. Après la conférence de la paix de Paris (1919), le diplomate William C. Bullitt, qui a travaillé auprès du président des États-Unis, entre en contact avec Sigmund Freud. Ils écrivent un livre à quatre mains et en dressent un portait psychologique. L'ouvrage, achevé en 1932, ne paraît qu'en 1966, et sa paternité est alors disputée, peu croyant à l'implication du fondateur de la psychanalyse. L'historien Patrick Weil découvre en 2015 le manuscrit original du livre dans les archives de l'université Yale. Le Président est-il devenu fou ? retrace l'histoire de ce manuscrit et explore les différences entre la version originale écrite par Bullitt et Freud, et la version publiée en 1966. Il s'agit également d'une biographie de William Bullitt, et d'une réflexion sur la solitude et la concentration du pouvoir présidentiel.

### Historique de publication
Le livre porte le sous-titre de « Le diplomate, le psychanalyste et le chef de l’État ». Écrit en anglais, l'ouvrage est traduit par Lionel Leforestier, avec une révision de l'auteur.

## Résumé

### Wilson et la conférence de Versailles
Lors de la conférence de la paix à Paris, le président Wilson est accompagné de son cabinet et de conseillers diplomatiques. Plusieurs personnalités remarquent le caractère changeant des positions du président américain, dont William Bullitt, qui est très déçu par les décisions du président.  
De retour aux États-Unis, le président fait campagne pour la ratification du traité de Versailles par le Congrès des États-Unis, dominé par l'opposition républicaine à la Chambre des représentants. Wilson est gravement diminué du fait d'un accident vasculaire cérébral, et des rumeurs selon lesquelles un cabinet secret se serait constitué autour de lui pour gérer le pays à sa place enflent. S'enferrant dans une position sans compromis, et acculé par le diplomate William Bullitt qui témoigne devant les parlementaires en défaveur de Wilson, ce dernier ne réussit pas à retourner l'opinion du Congrès, et le projet échoue à sept voix près.

### Bullitt et l'écriture du livre avec Freud
Bullitt rencontre à plusieurs reprises Sigmund Freud, qui n'est d'abord pas intéressé par la rédaction d'un livre sur Wilson, et qui accepte finalement dès lors que Bullitt lui fournirait des données supplémentaires sur le président. Grâce à son vaste réseau, il interroge des proches du président. Ils finissent par écrire un ouvrage, qui est achevé en 1932. 
Alors que le livre doit paraître, il apparaît que Franklin Delano Roosevelt a ses chances à l'occasion de l'élection présidentielle américaine de 1932. Bullitt se rapproche du cabinet de Roosevelt après son élection, et ce dernier l'envoie personnellement en mission auprès des chefs de gouvernement français et anglais. Le président nouvellement élu faisant référence à la doctrine wilsonienne, et louant régulièrement Wilson dans le cadre de sa propre politique étrangère, Bullitt croit bon de retarder la parution du livre afin de ne pas saborder sa carrière diplomatique auprès de l'administration Roosevelt. Il paraît finalement en 1966.

### Propos conclusif
Le livre de Weil s'achève sur une réflexion au sujet de la concentration du pouvoir exécutif entre une seule main. William Bullitt était arrivé à la conclusion, par sa fréquentation des présidents Wilson et Roosevelt, que tant de pouvoir ne devrait être maîtrisé par une seule personne, aussi grande et intellectuellement brillante soit-elle.

## Réception
Le Monde chronique le livre à sa sortie et en donne une critique positive ; il l'inclut dans sa liste des essais à lire cette année-là, avec une nouvelle recension d'Élisabeth Roudinesco. Libération le qualifie de « très bien documenté ».  Le Figaro écrit que le livre est « d'une portée tout à fait remarquable » en ce qu'il révèle les dessous ignorés de la politique étrangère américaine. Radio France internationale invite Patrick Weil à parler du livre. L'Humanité publie à la fois une recension du livre à sa sortie, ainsi qu'un entretien avec l'auteur.